# John Raleigh Mott
Pour les articles homonymes, voir Mott.
John Raleigh Mott, né le 25 mai 1865 à Livingston Manor, État de New York et mort le 31 janvier 1955 à Orlando (Floride), est un dirigeant américain des Unions chrétiennes de jeunes gens. Il fonde la Fédération universelle des associations chrétiennes d'étudiants (FUACE), en anglais World Student Christian Federation (WSCF). Il reçoit le prix Nobel de la paix en 1946 avec Emily Greene Balch pour son travail dans la fondation et le développement d'organisations internationales étudiantes protestantes travaillant pour la promotion de la paix.

## Biographie
Mott est né en 1865 à Livingston Manor, dans l'État de New York, mais déménagea avec sa famille pour Postville, un petit bourg rural de l'Iowa, la même année. Il étudia l'histoire à l'Upper Iowa University, puis à l'université Cornell où il obtint un bachelor's degree en 1888. Marié, il eut quatre enfants, sa première épouse est décédée en 1952. Il se remarie ensuite avec Agnes Peter (1880-1957).
Il fut fortement influencé par la prédication du pasteur et missionnaire presbytérien Arthur Pierson et s'engagea très jeune dans le Mouvement étudiant bénévole, le Student Volunteer Movement, (SVM), où il rencontra le futur organisateur de la Société des Missions presbytérienne américaine Robert E. Speer.
En 1895, avec le leader étudiant suédois Karl Fries, il lance la Fédération universelle des associations chrétiennes d'étudiants (FUACE), en anglais World Student Christian Federation, (WSCF), une organisation fédérative internationale qui se donne comme but de « former et responsabiliser les étudiants en termes de pensée critique et de transformation constructive de notre monde en offrant un espace pour la prière et la célébration, pour la réflexion théologique, pour l’étude et l’analyse des processus sociaux et culturels, et pour la solidarité et l’action au-delà des frontières posées par la culture, le genre et l’ethnicité ». Karl Fries fut le premier président de la FUACE et Mott son premier secrétaire général. John Mott poursuivit son action en tant que secrétaire général de la FUACE jusqu'en 1920. De 1920 à 1928, il en assuma la présidence.
En 1910, bien qu'il n'ait pas été un pasteur mais un simple laïc membre de l'Église méthodiste unie américaine, John Mott prit la présidence de la Conférence mondiale méthodiste, qui lança le mouvement moderne des missions méthodistes et d'une certaine façon le mouvement œcuménique. Il s'impliqua fortement dans la création du Conseil œcuménique des Églises en 1948 dont il fut élu président honoraire à vie.

## Influence et postérité

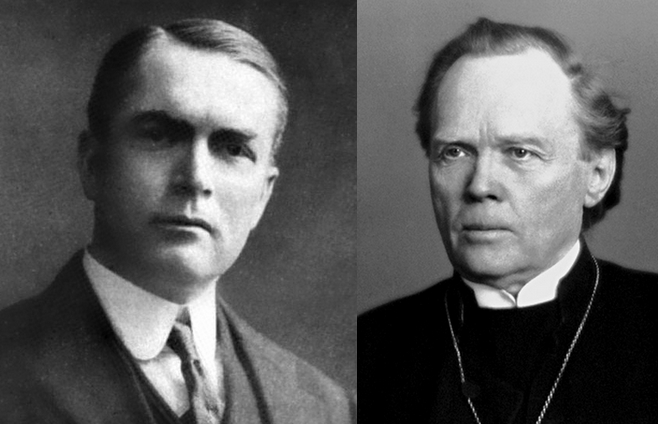
Photos de John Raleigh Mott et Nathan Söderblom

Son livre le plus connu, The Evangelization of the World in this Generation, selon une idée directement dérivée de celles d'Arthur Pierson, devint un slogan missionnaire au début du XXe siècle.
Pour son travail dans ses missions, pour l'œcuménisme et pour la paix, il fut distingué par le Prix Nobel de la paix en 1946.
Au début du XXe siècle, la FUACE a formé de nombreux futurs pasteurs et missionnaires, en particulier de futurs responsables œcuméniques. Ainsi Willem Visser 't Hooft, secrétaire général de la FUACE en 1932, est devenu le premier secrétaire général du Conseil œcuménique des Églises.